# ゴールライン・テクノロジー

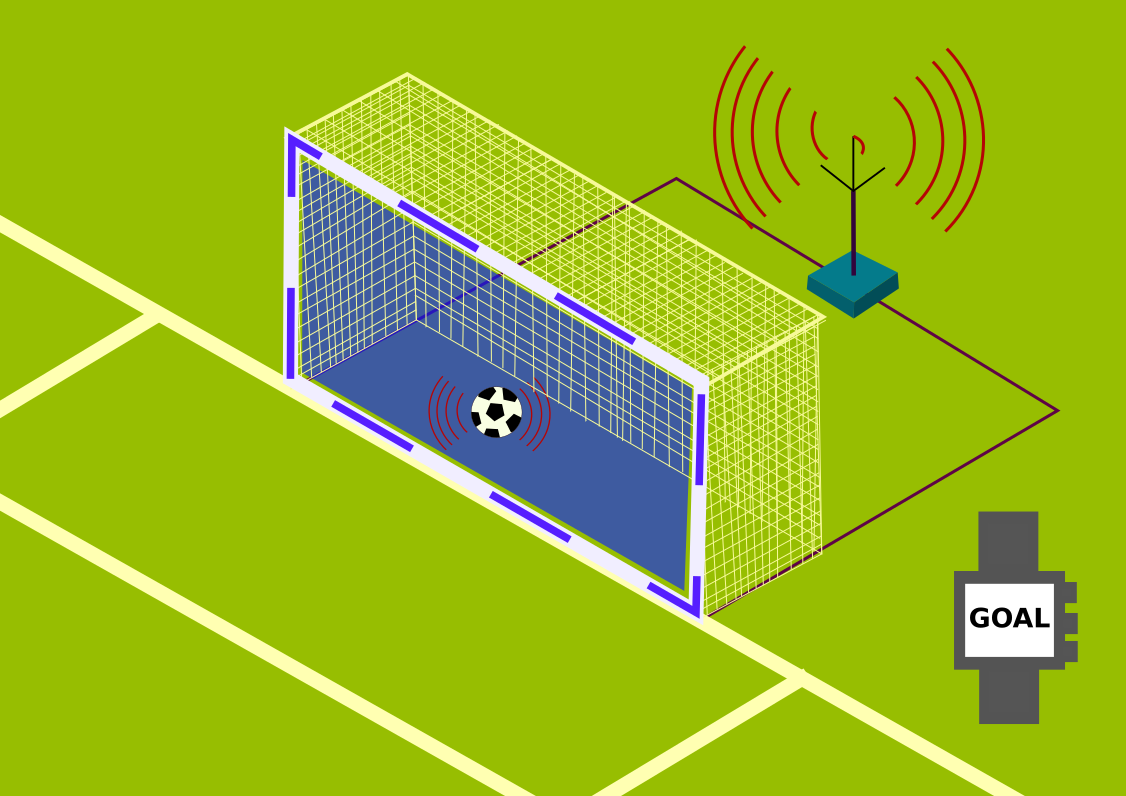
ゴールライン・テクノロジーの概念図。磁場センサーやカメラでの計測により、ボールがゴールマウス（青い部分）を完全に越えると、レフェリーの腕時計に信号を送る。

ゴールライン・テクノロジー（Goal-line technology、略称GLT）は、サッカー競技においてゴール判定に用いられる電子補助システム（ホークアイ、GoalRef、GoalControlなど）の総称である。2012年7月より国際サッカー評議会 (IFAB) が定めるサッカー競技規則記載の公式ルールとなった。

## 概要
サッカーではゴールマウス（ゴールポスト・クロスバー・ゴールラインで囲まれたエリア）をボールが完全に超えると得点が認められる（※重なっていては得点にならない）。しかしその判断が難しい時もある。例えばゴールポスト・クロスバーの跳ね返りやゴールキーパーのセーブ、ディフェンダーのクリアによってゴールラインを越えていたか？などである。そういった時の誤審を防ぐためのシステムであり、磁場センサーを使い判定するものや、カメラでボールを捉え判定するものがある。
GLTを採用するかどうかは各コンペティションの主催者に決定権がある。費用はホークアイが1会場につき20万ドル(約1600万円)、ゴールレフはホークアイより若干安い。

## ルール
GLTは2012年よりサッカー競技規則記載の公式ルールとなり、以下のように規定されている:
- Law 1 (サッカーのフィールド): GLTに対応したサッカーゴールの導入を許可
- Law 2 (サッカーボール): GLTに対応したボールの導入を許可
- Law 5 (審判員): 試合前にGLTのテストを行い、不備があれば使用しないよう要求する
- Law 10 (得点判定): GLTの導入を許可

競技規則にはGLTの性質そのものに関する詳細な規定があるわけではない。これが記載されているのは、競技規則が引用したFIFA発行のFIFA Quality Programme for GLT Testing Manualである。この文章ではGLTの4つの基本要件が位下のように規定されている:
- システムはゴール判定にのみ用いる。
- システムは正確で無ければならない。
- システムは1秒以内にゴールかノーゴールかを判定できなければならない。
- システムはその情報をマッチ・オフィシャルにのみ伝えなければならない（レフェリーの腕時計に振動と表示で伝達）。

GLTの判定を即時に審判団(現時点では主審、2人の副審、第4の審判の4人)が共有することが必須の為、無線機を使用することになるが(注：携帯電話では反応が遅いとのこと)、その無線機使用の許可が各会場ごとに必要である(日本では電波法)

## 現在
2018年現在、欧州の国内リーグでGLTを完全導入しているのはリーグ・アン、セリエA、ブンデスリーガ、プレミアリーグの4リーグに留まっている。また全世界で167のスタジアムがGLTに対応している。
Jリーグは費用面から実現しておらず、2018年のビデオ・アシスタント・レフェリー制度のルール導入によって多くの組織がGLTよりもVAR制度の導入を選択している。ところが、2019年5月17日に埼玉スタジアム2002で開催されたJ1第12節浦和レッドダイヤモンズ×湘南ベルマーレの試合において、明らかにゴールラインを割っていたにもかかわらず、主審の判断でノーゴールにされた事態があったため、当日現地で観戦していた村井満チェアマンが、「ゴールライン・テクノロジーも先行して導入していくことも議論していかないといけない」と自身の見解ながらも今後先行導入する可能性を示唆している。

## 歴史

### 導入の背景
まずゴールマウスを超えていたかどうかの有名な誤審に2010 FIFAワールドカップ決勝トーナメント1回戦・ドイツ対イングランドで起きたフランク・ランパードの幻のゴールがある。この試合、イングランドの1点ビハインドで迎えた前半38分にランパードが放ったループシュートはクロスバーに当たりゴールラインを越えたが、バックスピンのかかったボールはフィールドに戻っていきキーパーがキャッチした。レフェリーはこれをゴールと認めず、イングランドは1-4で敗退した。このようなケースはこれ以前・以降もたびたび起こっており、誤審防止のため科学的判定の導入を求める声が高まっていった。

### 試験導入から凍結まで（2005年〜2010年）
2000年代以降、数々の疑惑の判定によりGLT導入の議論が活発化した。様々な競技がビデオ判定の導入に踏み切る中、サッカー界の対応は大幅に遅れていた。
2005 FIFA U-17世界選手権で世界で初めてGLTを試験導入した。ドイツのハード・ソフトウェア会社カイロスとアディダスが開発した磁場式GLT（マイクロチップを埋め込んだサッカーボールが、ゴールラインを通過するとセンサーが反応し、審判に信号を送る）を採用した。
2007年3月3日に、イギリスのマンチェスターで開かれたIFABの年次総会で、テニスなど他のスポーツでは導入されている前述の「ホーク・アイ」システムの導入を検討することを決定した。イギリスでの報道によると、FAプレミアリーグが、ユースレベルの試合で実験を行った。
2008年には磁場式ゴールライン・テクノロジーは効率性や正確性、コスト面で難があるとして、テストを含め凍結された。
2010年3月6日に、スイスのチューリッヒで開かれたIFABの年次総会で、GLTの導入を見送り、今後、検討や試験も行わないことを決めた。GLTはこれまで、ボールに電子チップを埋め込む方式やビデオカメラの設置が試されてきたが、この決定により、事実上、審判の補助としてのビデオ判定装置の導入も否定された。ただし、その決定は全会一致ではなかった。IFABの決定はイギリス本土4協会（イングランド、スコットランド、ウェールズ、北アイルランド）が各1票、FIFAが4票を持ち、規則改正には計8票の内、4分の3（つまり6票）以上の賛成が必要となる。この総会においてイングランドとスコットランドは試験継続を求めたが、FIFAに加え、ウェールズと北アイルランドも、導入せずさらに検討や試験も今後は行わないとする立場に回った。
2010年南アフリカW杯では上記のランパードの幻のゴールなどもあり、再びGLT導入の声が高まった。このため、ブラッター会長はFIFAで討論会を開くことを発表した。

### 試験導入（2011年〜）
2011年7月、将来的な技術の使用を念頭に置き、FIFAは実際の試合におけるGLTの試験導入を許可した。
第1段階では、2011年9月から12月かけて、複数のGLTがスイスのEmpaによってテストされた。
テストされたGLTは以下の通り。
- Carios Technologiesとアディダスが共同開発したシステム: チップが埋め込まれたボールと磁場を発生させるゴールライン上に設置された細いケーブルを用いたシステム。ボールがゴールラインを越えたかどうか素早く判定できる[28]。
- GoalRef: 生成された磁場とボール内のセンサーを用いた上記とは別のシステム[29]。
- Goalminder: ゴールの枠に設置されたカメラによる判定システム。ゴールかノーゴールかを自動判定せず、映像をマッチオフィシャルに送る[30][31]。
- ホークアイ: ホーク・アイ・イノベーションズが開発したシステム（2011年にソニーが買収[32]）。複数のハイスピードカメラを用いて別角度からボールを撮影し、ボールの三次元的な位置を把握する[29]。既にサッカー以外の競技で採用されていた[33]。

2012年3月3日、IFABは8つのシステム案のうち、ホークアイ（カメラ式）とGoalRef（磁場式）の2つがテストの第2段階に進んだことを発表した。この段階では、技術の製造元がスタジアムを選択し、さまざまな場面を想定してテストを実施した。また実際の試合および研究施設において、異なる気候条件や磁場の歪みを想定しテストを実施した。レフェリーが着用する時計のテストも行われた。
ホークアイの試験は2012年4月にイングランド下部リーグのカップ戦決勝（この時はホークアイはレフェリーの判定に関与せず、データはFIFAの独立した試験機関のみが利用した）、6月2日の親善試合イングランド対ベルギー戦、5月9日のイングランド・サザンプトンでのセミプロの試合でもテストされた。
GoalRefの試験はデンマーク1部リーグ「デンマーク・スーペルリーガ」2試合、6月2日の親善試合デンマーク対オーストラリア戦で行われた。ここまでのテストで100万ドル以上を費やしたという。

### 正規導入（2012年7月〜）
2012年7月5日、IFABはGoalRefおよびホークアイを原則的に承認し、サッカー競技規則を改定してプロの試合で使用できるようにした。また使用ライセンスは個別のスタジアムに応じて12ヶ月単位で発行されることが決定した。2012年7月5日のIFAB特別会合では同時に、2011-12シーズンのUEFAチャンピオンズリーグ及びUEFAヨーロッパリーグ、2012年欧州選手権で試験導入されたゴール脇に1人ずつ置く追加副審採用も決定した。GLT及び追加副審に関しては、2013/2014年版サッカー競技規則から記載されている。
2012年12月、FIFAクラブワールドカップ2012においてGoalRefとホークアイを使用することが発表された。GoalRefは2012年12月6日、横浜国際総合競技場で行われたFIFAクラブワールドカップ2012開幕戦サンフレッチェ広島対オークランド・シティ戦で、ホークアイは豊田スタジアムで史上初めて公式戦で運用された。大会中はGLTが必要な微妙な場面は無かったが、関係者の評価は高かったという。
アフリカネイションズカップ2013(2013年1月19日開催)は、クラブW杯でのGLT初導入からの期間が短すぎるという理由で当初GLT導入する予定を変更し不採用となった。
2013年2月25日、FIFAは、2005年9月のU-17世界選手権(現U-17W杯)で世界で初めてテストされた「カイロス」社の磁場式GLT(以下「カイロス」)を3番目のGLTとして認可した。
同年3月1日、FIFAは独の企業が開発したカメラ式GLTの「ゴールコントロール4D」を4番目のGLTとして認可した。会場の設置費用は、スタジアム1ヶ所あたり推定26万米ドル（約2548万円）。運用費用は1試合あたり4000ドル以下。2013年4月7日、FIFAは、現在4つあるGLTのうち、4番目に認可した「ゴールコントロール4D」をコンフェデレーションズカップ2013で採用すること、そして、コンフェデ杯での成果によってはブラジルワールドカップ2014でも続けてゴールコントロール4Dを採用すると発表した。
FIFAコンフェデレーションズカップ2013ではGoalControlという、前述の二つとはまた別のシステムが部分的に運用された。これはそれぞれのゴールに向けられた14台のハイスピードカメラを使用した視覚ベースのシステムで、2014 FIFAワールドカップでの運用を想定しそのテストが実施された。

### リーグでの初導入（2013年〜）
イングランドのプレミアリーグ2013-2014からホークアイのGLTが初導入された。サッカーリーグとしては男女を通じて世界初導入である。
オランダでも2013-2014シーズンから2016-2017シーズンまでリーグ戦において試験導入された。
2017年2月26日のフェイエノールト - PSV戦でPSVのGK イェルーン・ズートがゴールライン上で抑えたボールを持ち上げる際に僅かにラインを越えたとGLTによって判定されてゴール認定。この決勝点はGLTがなければあり得なかった状況での"1mmゴール"として国内で多くの話題を呼び、一部ではGLTの精確性、技術的ツールが引き起こす感情的問題などで議論になった。※オランダ･フットボール協会(KNVB)はVARによるビデオ判定制度を提案・推進した組織であり、2017-2018シーズンからはGLTの試験運用を停止し、より安価で汎用性があって使用頻度も高いVAR制度を選択している。
FIFAクラブワールドカップ2013全試合では、ゴールコントロール4Dが採用され、準々決勝ラジャ・カサブランカ対モンテレイ戦では角度のない所からのシュートのゴールイン有無を判定するために使用された。
2014 FIFAワールドカップではゴールコントロール4Dが予定通り運用された。（使用例：1次リーグE組第1戦フランス対ホンジュラス戦、1次リーグD組第2戦イタリア対コスタリカ戦）
2015年カナダ女子W杯では、ホークアイが初導入される。女子W杯としても、女子のリーグ及び大会としても、世界初のGLT導入となる。
ブンデスリーガでは2015–16シーズンよりホークアイの使用を決定した。リーグ・アンは2015–16シーズンよりゴールコントロール4Dの使用を決定したが、その後不備が見つかったことで2018年よりホークアイに切り替えた。
2015-2016シーズンからイタリアのセリエＡはホークアイを導入。
2016年時点でGLTはUEFAヨーロッパリーグ決勝、UEFAチャンピオンズリーグ、UEFA欧州選手権、コパ・アメリカで運用された。
UEFAは2017-18UEFAヨーロッパリーグのグループリーグからGLTを導入することを検討している。

## 批判
GLT賛成派は試合における誤審を大幅に軽減出来ると主張しているが、これに対する批判もある。批判の多くは、元FIFA会長のゼップ・ブラッターを始めFIFA内部の人間から出されている。内容はGLTの技術的課題に関するものから、誤審もまた試合をおもしろくする要素であるという意見もある。
またコスト面での課題も指摘されている。2013年4月、MLSコミッショナーのドン・ガーバーは2014シーズンのGLT導入を見送ったことを明らかにした。GoalControlを導入した場合、スタジアム改修費に1施設あたり約26万ドル、1試合ごとに3900ドルものコストがかかることがその原因だった。